# 沃羅布伊夫
51°41′36″N 30°52′9″E / 51.69333°N 30.86917°E
沃羅布伊夫（烏克蘭語：Вороб'їв），是烏克蘭北部的村莊，隸屬切爾尼希夫州的切爾尼希夫區。該村始建於1686年，面積1.48平方公里，海拔高度157米，2001年人口459，人口密度每平方公里310.14人。